# The Power to Believe
The Power to Believe è il tredicesimo album in studio del gruppo musicale britannico King Crimson, pubblicato nel 2003 dalla Sanctuary Records.

## Il disco
Gran parte dei brani era già stato eseguito dal vivo dal gruppo negli anni antecedenti all'uscita dell'album, tra cui Level Five, The Power to Believe Part II e Dangerous Curves, apparsi in versione dal vivo nell'EP Level Five del 2001 (il secondo era inizialmente intitolato Virtuous Circle), ed altri erano apparsi nell'EP Happy with What You Have to Be Happy With come il brano omonimo e Eyes Wide Open, quest'ultimo presente in versione alternativa.
L'unico brano completamente inedito è Facts of Life, accompagnato dalla relativa introduzione.

## Tracce
Testi di Adrian Belew, musiche dei King Crimson.
1. The Power to Believe I: A Cappella – 0:44
2. Level Five – 7:17
3. Eyes Wide Open – 4:08
4. EleKtriK – 7:59
5. Facts of Life: Intro – 1:38
6. Facts of Life – 5:05
7. The Power to Believe II – 7:43
8. Dangerous Curves – 6:42
9. Happy with What You Have to Be Happy With – 3:17
10. The Power to Believe III – 4:09
11. The Power to Believe IV: Coda – 2:29

## Formazione
Gruppo
- Adrian Belew – chitarra, voce
- Robert Fripp – chitarra
- Trey Gunn – chitarra Warr, chitarra Warr fretless
- Pat Mastelotto – batteria

Altri musicisti
- Machine – programmazione aggiuntiva
- Tim Faulkner – voice source (traccia 4)

Produzione
- King Crimson – produzione (eccetto traccia 11)
- Machine – produzione (eccetto traccia 10), registrazione, ingegneria del suono
- Robert Fripp – produzione (traccia 11), editing, mastering
- The Vicar – produzione (traccia 11)
- Jeff Juliano – ingegneria del suono aggiuntiva
- David Singleton – editing, mastering
- Simon Heyworth – mastering

## Classifiche
| Classifica (2003) | Posizione massima |
| ----------------- | ----------------- |
| Finlandia         | 25                |
| Francia           | 128               |
| Germania          | 65                |
| Italia            | 45                |